# Zolykha's Secret
Zolykha's Secret es una película afgana dirigida en 2006 por Horace Shansab y protagonizada por Marina Golbahari.

## Sinopsis
Una familia afgana rural que vive en la base de una montaña, lucha para sobrevivir durante el último año de gobierno de los talibanes entre los estragos de la guerra. Aunque viven bajo duras condiciones y opresivamente, la familia encuentra la comodidad para tratar la reconstrucción de su casa.
La hija menor, Zolykha, es especialmente receptiva, curiosa y clarividente. Zolykha posee poderes psíquicos y puede ver los espíritus de hombres extraños del pasado que deambulan por las colinas y las montañas detrás de su casa. Como Zolykha y sus hermanas mayores, Amena y Zalmaï, ella lucha por encontrar significado en la vida natural y las tragedias provocadas por los seres humanos, lo que las lleva a convencerse de que un futuro mejor es posible. Sin embargo, la mayor se cuestiona su destino, ya que la habían prometido de niña a un hombre que se ha convertido en un militar cruel y corrupto. Su padre se da cuenta de la injusticia que espera a su hija, protesta y lucha por el honor de la muchacha, lo que desembocará en tragedia. Las hermanas entonces huyen del campo a la ciudad con ayuda de un talibán que, en contra de las órdenes estrictas, decide ayudarlas.

## Reparto
| Actriz/Actor          | Personaje |
| --------------------- | --------- |
| Marina Golbahari      | -         |
| Nasrine Habibi        | -         |
| Mahmur Pashtun        | -         |
| Hamida Refah          | -         |
| Zubaida Sahar         | -         |
| Samira                | -         |
| Dad'ullah Ahmadzai    | -         |
| Gholam Farouq Baraki  | -         |
| Zbiullah Furutan      | -         |
| Abdul Wahed Hasanzada | -         |

- Datos: Q6171477